# Alarm (Zeitschrift)
Alarm war eine anarchistische Zeitschrift für, so der Untertitel, freien Sozialismus und erschien von 1919 (mit Unterbrechung wegen Erscheinungsverbotes) bis 1930. Inhaltliche Themen waren Kommunismus, Sozialismus, Anarchismus, Anarchosyndikalismus.

## Geschichte
Die von Carl Langer in Hamburg herausgegebene Publikation der Alarm war in jener Zeit, trotz der großen Anzahl liberaler und anarchistischer Zeitschriften, eine wichtige Zeitung für Diskussion, Propaganda und Stellungnahmen. Ab 1920 erschien der Alarm wöchentlich; ab Anfang 1923 monatlich und ab Juni 1923 zweimal monatlich. In den politisch bewegten Jahren 1918 bis 1922 wurde in der Nr. 4 und Nr. 23 (1919) im Alarm noch eine Solidarität bekundet zwischen Kommunisten, Sozialisten und Anarchisten mit den Worten: „[…] alle die ihr Freunde der Freiheit, wahrer Freiheit, sein wollt, stellt euch brüderlich in Reih’ und Glied und marschiert geschlossen gegen die Reaktion, gegen den immer frecher werdenden Kapitalismus.“ Die Bezeichnungen kommunistische Weltanschauung und Diktatur des Proletariats wurden in der Ausgabe Nr. 1 von 1919 noch durchaus tolerant aufgefasst und als gemeinsames Ziel der revolutionären Linken dargestellt.
Etwas über ein Jahr später hatte sich die Meinung geändert; Sozialismus wurde in Anführungszeichen gesetzt und dem Kommunismus skeptisch gegenübergetreten. Die staatskommunistische „Diktatur des Proletariats“ wurde abgelehnt mit der Parole Heraus aus den Parteien (Nr. 33, 1920). Die dem Alarm nahestehende Gruppe der Freien Sozialisten-Anarchisten vertrat, wie die Zeitschrift selbst, u. a. syndikalistische Standpunkte. Der ökonomische Widerstand gegen den Kapitalismus sollte in den Betrieben stattfinden. Vier Monate war die Publikation 1919 von staatlicher Stelle aus verboten worden. In späteren Ausgaben veröffentlichte das Wochenblatt mehr anarchistische Beiträge, u. a. von Peter Kropotkin und der Weltanschauung des Individualanarchismus. Die Gleichheit, nicht die Gleichberechtigung, aller Menschen wurde abgelehnt was in einigem Widerspruch stand zu der liberal-kommunistischen und z. T. syndikalistischen Denkweiße. Der anarchistische Standpunkt hatte im Alarm seine Basis auf der Ablehnung autoritärer Parteien, da der einzelne Mensch sich dieser unterordnen musste. Die Folgerung war eine Abgrenzung von allen nicht-anarchistischen Gruppen. Die anfängliche Einigkeit und Solidarität der revolutionären Linken verschiedener Ideologien wurde aufgespalten und hatte für die sozialen, politischen und ökonomischen Bewegungen verheerende Folgen. Eine Initiative im Jahre 1920 für eine gemeinsame Versammlung der syndikalistischen und anarchistischen Gruppen in Hamburg, die eine proletarische Front zustande bringen sollte, hatte kaum Ergebnis. Die Initiative wurde im Alarm nicht mehr erwähnt.

## Hintergrund
Inhaltlich drängte sich der Alarm zeitweise in eine politische Außenseiterrolle, indem er Beiträge publizierte, die dazu ermutigten den Syndikalismus, wie auch Militarismus, Staat und Religion zu bekämpfen. Er wendete sich auch gegen die anarchosyndikalistische Freie Arbeiter-Union Deutschlands (FAUD). „Die Auch-Anarchisten sind unsere ärgsten Gegner und gegen sie gilt es den Kampf zu führen mit aller Schärfe“ (Nr. 42, 1921). Die aus der FAUD ausgeschlossenen Mitglieder engagierten sich im Anarchistischen Freibund Rheinland-Westfalen.
Diese Wendung kam durch die Zersplitterung der revolutionären Bewegungen. Viele Gruppen und Organisationen vertraten nun ihre eigene ideologische und politische Linie. Die am Beginn stehende Solidarität der unterschiedlichen Weltanschauungen war aufgelöst, was im Alarm deutlich wurde. Wahrscheinlich trugen auch staatlichen Verbote und Repressalien dazu bei. In den Ausgaben Nr. 4 (1919) und Nr. 8,9 (1920) war in der Zeitschrift noch von einer größeren Sympathie mit der Revolution in Sowjetrussland zu lesen. Zum Vorteil der arbeitenden Bevölkerung sei im europäischen Russland der Sozialismus erfolgreich durchgeführt. Diese Stellungnahme hielt jedoch nicht lange an. Das Vorgehen der Bolschewiki und ihr Machteinfluss würde auf Kosten anderer linker Bewegungen ausgeführt. Letztendlich sei der Staatskommunismus das gleiche wie der Staatskapitalismus. Mit der schärfer werdenden Unterdrückung gegenüber linkspolitischen Strömungen in Russland wurde im Alarm eine konsequente Meinung gegenüber dem Staatskommunismus vertreten. „In Rußland herrscht der rote Schrecken wie in anderen Ländern der weiße Terror“ (Nr. 34, 1929). Inhaltlich war das Blatt nicht so dogmatisch wie es den Anschein hatte. Der Ortsverein und der Bezirk Wasserkante von Hamburg konnten einen Aufruf im Alarm veröffentlichen, in dem es unter anderem hieß: „Kampf an der Seite Sowjet-Rußlands gegen das internationale Kapital, gegen die deutsche Regierung, gegen die deutsche Bourgeoisie“.

## Weitere Zeitschriftenausgaben mit dem Titel:Alarm
- Alarm, anarchistische Arbeiterzeitung, Österreich. Hrsg.: Franz Blaha; Wien (Nr. 1, 1925–?)
- Alarm, Mitteilungsblatt der Liga für Menschenrechte. Anarchistische Tendenzen. Hrsg.: Liga für Menschenrechte, Ortsgruppe Porto Alegre; Brasilien (15. Februar bis 29. April 1937; 4 Ausgaben)
- Alarm, niederländische anarchistische Zeitschrift. Hrsg. Anton Levien Constandse (1922–1926)
- The Alarm, London (1896)